# Lijst van attracties in Europa-Park
Deze pagina geeft een lijst van attracties in het Duitse attractiepark Europa-Park weer, gesorteerd naar attractietype.

## Achtbanen
| Naam                                           | Opening               | Soort                                     | Bouwer                       | Afbeelding |
| ---------------------------------------------- | --------------------- | ----------------------------------------- | ---------------------------- | ---------- |
| Alpenexpress "Enzian"                          | 1984 Heropening: 2024 | Stalen gemotoriseerde achtbaan            | Mack Rides                   |            |
| ARTHUR                                         | 2014                  | Stalen omgekeerde gemotoriseerde achtbaan | Mack Rides                   |            |
| Atlantica SuperSplash                          | 2005                  | Stalen waterachtbaan                      | Mack Rides                   |            |
| Ba-a-a Express                                 | 2016                  | Stalen achtbaan                           |                              |            |
| blue fire Megacoaster powered by Nord Stream 2 | 2009                  | Stalen lanceerachtbaan                    | Mack Rides                   |            |
| Bobbaan                                        | 1985                  | Stalen bobslee-achtbaan                   | Mack Rides                   |            |
| Euro-Mir                                       | 1997                  | Stalen draaiende achtbaan                 | Mack Rides                   |            |
| Eurosat - Can Can Coaster                      | 1989 Heropening: 2018 | Stalen indoorachtbaan                     | Mack Rides                   |            |
| Matterhorn-Blitz                               | 1999                  | Stalen wildemuis-achtbaan                 | Mack Rides                   |            |
| Pegasus YoungStar Coaster                      | 2006                  | Stalen achtbaan                           | Mack Rides                   |            |
| Silver Star                                    | 2002                  | Stalen hypercoaster                       | Bolliger & Mabillard         |            |
| Voltron Nevara                                 | 2024                  | Stalen lanceerachtbaan                    | MACK Rides                   |            |
| WODAN - Timburcoaster                          | 2012                  | Houten achtbaan                           | Great Coasters International |            |
| Waterachtbaan Poseidon                         | 2000                  | Stalen waterachtbaan                      | Mack Rides                   |            |

## Darkrides
| Naam                           | Afbeelding |
| ------------------------------ | ---------- |
| Abenteuer Atlantis             |            |
| Madame Freudenreich Curiosités |            |
| Piccolo Mondo                  |            |
| Piraten in Batavia             |            |
| Schlittenfahrt Schneeflöckchen |            |
| Snorri Touren                  |            |
| Castello dei Medici            |            |

## Rondvaarten
| Naam                  | Afbeelding |
| --------------------- | ---------- |
| African Queen         |            |
| Elfenvaart            |            |
| Jungle Rafts          |            |
| Marionetten-boottocht |            |

## Rondritten
| Naam                   | Afbeelding |
| ---------------------- | ---------- |
| Jim Knopf              |            |
| Lada Autodrom          |            |
| Silverstone Race Track |            |
| Vintage Cars           |            |
| Volo Da Vinci          |            |

## Wildwaterbanen
| Naam                | Afbeelding |
| ------------------- | ---------- |
| Fjord Rafting       |            |
| Tiroler Boomstammen |            |

## Botsauto's
| Naam               | Afbeelding |
| ------------------ | ---------- |
| Mini-botsauto's    |            |
| Voetbal-botsauto's |            |

## Rupsbanen
| Naam                 | Afbeelding |
| -------------------- | ---------- |
| Feria Swing          | 1994       |
| Kolumbusjolle        | 1994       |
| Vliegende Hollanders | 1982       |

## Transport
| Naam           | Afbeelding |
| -------------- | ---------- |
| EP Express     |            |
| Monorail       |            |
| Panorama-trein |            |

## Overige attracties
| Naam                               | Attractietype           | Afbeelding |
| ---------------------------------- | ----------------------- | ---------- |
| Crazy Taxi                         | Demolition Derby        |            |
| De Vloek van Cassandra             | Madhouse                |            |
| Euro-Tower                         | Uitzichttoren           |            |
| Jungfrau Gletschervlucht           | Polyp                   |            |
| Käthe Kruse Poppententoonstelling  | Walkthrough             |            |
| Koffiekopjes                       | Theekopjesattractie     |            |
| London Bus                         | Vliegend tapijt         |            |
| Magic Cinema 4D                    | 4D-film                 |            |
| Mul-Muls carrousel                 | Draaimolen              |            |
| Poppy Tower                        | Vrije val               |            |
| Rode Baron                         | Red Baron               |            |
| Ruimtestation Mir                  | Walkthrough             |            |
| The British Carousel               | Draaimolen              |            |
| Vindjammer                         | Schommelschip           |            |
| Vlucht van Ikarus                  | Luchtballonnencarrousel |            |
| Voletarium                         | Panoramavliegsimulator  |            |
| Weense zweefmolen                  | Zweefmolen              |            |
| Whale Adventures – Northern Lights | Splash battle           |            |

Lijst van attracties in Europa-Park